# Кривенко, Василий Васильевич
Василий Васильевич Кривенко (1879 — после 1926) — полковник Генерального штаба, герой Первой мировой войны.

## Биография
Из потомственных дворян. Сын тайного советника Василия Силовича Кривенко.
Окончил Александровский кадетский корпус (1897) и Павловское военное училище (1899), откуда выпущен был подпоручиком в лейб-гвардии Семеновский полк. Произведен в поручики в 1903 году.
В 1905 году окончил Николаевскую академию Генерального штаба по 1-му разряду и 28 мая того же года был произведен в штабс-капитаны «за отличные успехи в науках». Цензовое командование ротой отбывал в лейб-гвардии Семеновском полку (1905—1907). 5 февраля 1907 года переведен в Генеральный штаб капитаном с назначением обер-офицером для поручений при командующем войсками Амурской области, а 21 сентября того же года отчислен от должности с прикомандированием к Восточному институту во Владивостоке для слушания лекций. 7 июля 1910 года назначен исправляющим должность помощника делопроизводителя Главного управления Генерального штаба. 8 октября 1911 года назначен штатным преподавателем военных наук Николаевской военной академии, а 6 декабря того же года произведен в подполковники.
С началом Первой мировой войны, 14 сентября 1914 года назначен и. д. начальника штаба 73-й пехотной дивизии. Произведен в полковники 6 декабря 1914 года. Пожалован Георгиевским оружием
За то, что 20 февраля 1915 года, с явною опасностью для жизни, под действительным ружейным огнем лично произвел разведку позиций противника в районе озер Сагово-Пассерники и на основании добытых сведений составил план атаки частями дивизии, осуществленной в ночь с 21-го на 22-е февраля, когда нами была захвачена позиция противника у Серее и последний вынужден был поспешно отступить по всему фронту корпуса.
1 октября 1915 года назначен штаб-офицером для поручений при Главнокомандующем армиями Северного фронта, а 30 января 1916 года — штаб-офицером для поручений при состоящем при Главной французской квартире генерале. С 21 августа 1917 года состоял в распоряжении начальника Генерального штаба, затем был уволен от службы.
В эмиграции во Франции, жил в Париже. Состоял членом полкового объединения. Судьба после 1926 года неизвестна.

## Награды
- Орден Святого Станислава 3-й ст. (ВП 16.03.1907)
- Орден Святой Анны 3-й ст. (1907)
- Орден Святого Станислава 2-й ст. (ВП 6.12.1910)
- Орден Святого Владимира 4-й ст. с мечами и бантом (ВП 21.04.1915)
- Орден Святого Владимира 3-й ст. с мечами (ВП 24.06.1915)
- Георгиевское оружие (ВП 29.09.1915)